# Río Geba

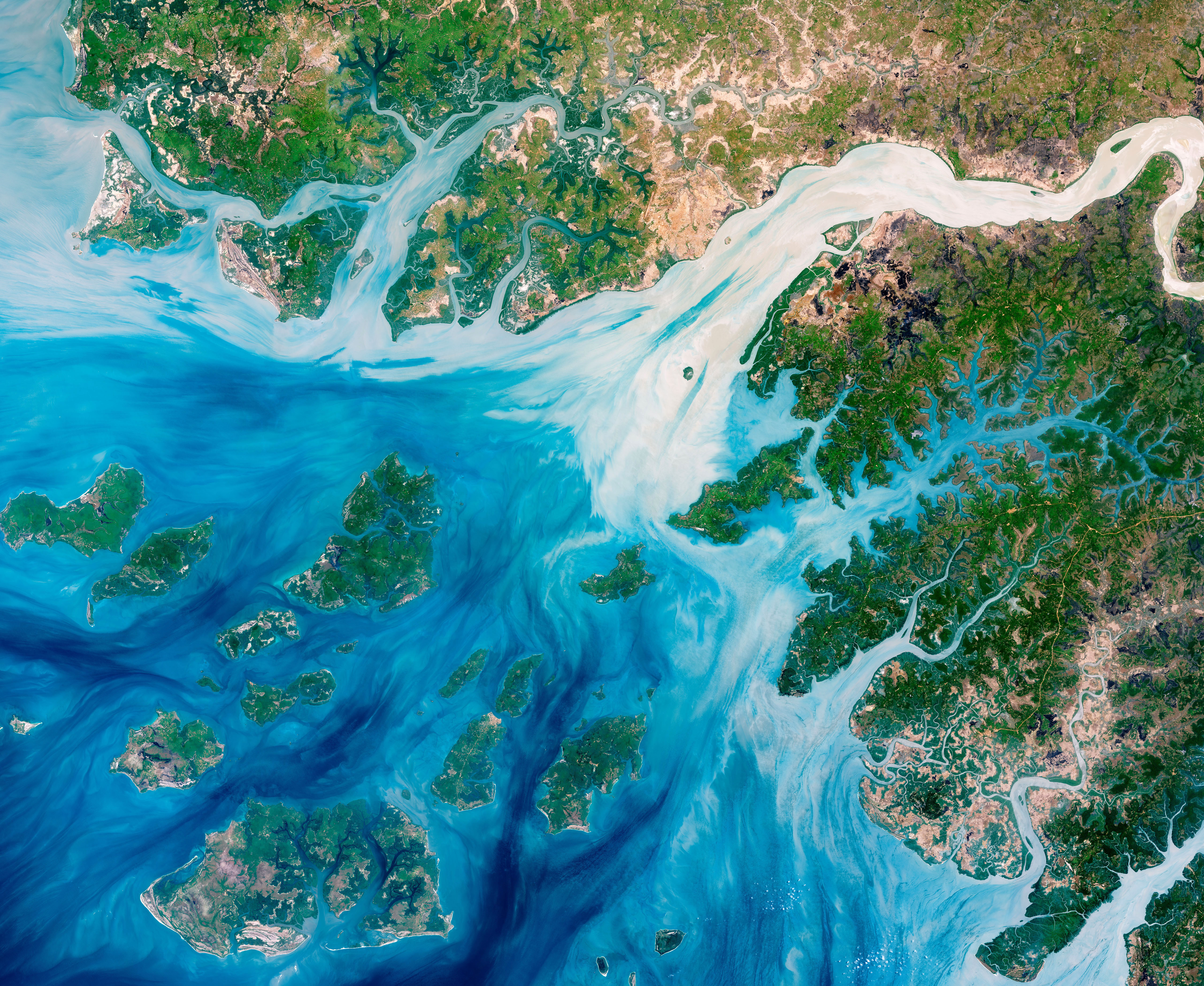
Delta del río Geba visto desde el satélite Landsat 8

El río Geba es un río costero del África occidental que nace en Guinea, pasa al sur de Senegal y en su mayor parte de recorrido transita por Guinea-Bisáu para desembocar en el océano Atlántico, formando un gran estuario, donde se encuentra Bisáu, y donde desagua otro gran río, el río Corubal, que a veces se considera afluente suyo. Tiene una longitud de 540 kilómetros. Las mareas, muy fuertes, alcanzan hasta 7 metros de altura, haciéndolo navegable hasta Bafatá (Guinea-Bisáu).